# Richard Palmer-James
Richard William Palmer-James (nascut l'11 de juny de 1947) és un músic anglès amb més de 500 crèdits a discogs.com. Més conegut per ser un dels membres fundadors de Supertramp, per la seva participació com a letrista del grup de rock progressiu King Crimson a principis dels anys 70, i per escriure les lletres del hit de 1985 "(I'll Never Be) Maria Magdalena" de Sandra.
Palmer-James va néixer a Meyrick Park, Bournemouth, on va iniciar-se en el negoci de la música tocant en diverses bandes locals: The Corvettes, The Palmer-James Group (format amb Alec James), Tetrad i Ginger Man. Va ser membre fundador de Supertramp, a on tocava la guitarra, cantava i escrivia les lletres de les cançons del seu àlbum de debut Supertramp amb el nom de Richard Palmer. També va co-escriure la lletra de "Goldrush", una cançó escrita durant els seus dies a la banda però que no va ser gravada fins al 2002 en l'àlbum Slow Motion.
Palmer va escriure lletres de tres àlbums de King Crimson: Larks 'Tongues in Aspic, Starless i Bible Black, i Red. No va participar en cap enregistrament de King Crimson, però va treballar amb John Wetton i David Cross després que Robert Fripp va dissoldre el grup el 1974.
A principis dels anys 70 Palmer va anar a viure a Múnic, el 1987 es va traslladar amb la seva família a la Baixa Bavaria per tal de viure en un ambient més rural.
El 1978 junt amb John Wetton, W.J. Hutcheson i el baterista alemany Curt Cress, van gravar, sota el nom de "Jack-Knife", un àlbum de cançons dels seus primers temps anomenat I Wish You would.
També va escriure lletres per al grup de discoteca associat a La Bionda D.D.Sound a finals dels anys 70.
El 1997 va llançar un CD amb John Wetton, ex-company de King Crimson, anomenat "Monkey Business", una recopilació de material inèdit que Palmer i Wetton havien compost junts entre 1972 i 1997, incloent algunes cançons que es van gravar per primera vegada en estudi, i una melodia de King Crimson anomenada "Doctor Diamond".